# Pornografía de violación
La pornografía de violación es un subgénero pornográfico que incluye la descripción o representación de violaciones. Dicha pornografía puede consistir en una violación simulada, en la que adultos con consentimiento sexual fingen una violación, o en una violación real. Las víctimas de violaciones reales pueden ser coaccionadas para fingir su consentimiento, de modo que la pornografía producida aparece engañosamente como pornografía de violación simulada o de no violación. La representación de violaciones en medios no pornográficos no se considera pornografía de violaciones. Las escenas simuladas de violación y otras formas de violencia sexual han aparecido en el cine convencional, incluidas las películas de violación y venganza, casi desde su aparición.
La legalidad de la pornografía de violación simulada varía según las jurisdicciones legales. Es controvertida por el argumento de que incita a la gente a cometer violaciones. Sin embargo, los estudios sobre los efectos de la pornografía que muestra violencia sexual arrojan resultados contradictorios. La creación de pornografía de violación real es un delito sexual en los países donde la violación es ilegal. La pornografía de violaciones reales, incluido el estupro en la pornografía infantil, se crea con fines lucrativos y por otros motivos. La pornografía de violaciones, así como la pornografía de venganza y otros subgéneros similares que muestran violencia, se ha asociado a la cultura de la violación.

## Legalidad

### Reino Unido
La posesión de pornografía de violaciones en Reino Unido es ilegal en las naciones constituyentes de Escocia, Inglaterra y Gales.
En Escocia, la Ley de Justicia Penal y Concesión de Licencias de 2010 tipificó como delito la posesión de pornografía «extrema». Esto incluía cualquier representación de violación y «otras actividades sexuales con penetración no consentidas, ya sean violentas o de otro tipo», incluidas las que implican a adultos con consentimiento e imágenes falsificadas. La pena máxima es una multa ilimitada y 3 años de prisión. La ley no se utiliza a menudo, y solo ha dado lugar a un procesamiento durante los primeros cuatro años en que estuvo en vigor.
En Inglaterra y Gales, pasaron otros cinco años antes de que la pornografía que muestra violaciones (incluidas las simulaciones en las que participan adultos con consentimiento mutuo) fuera ilegal en ambos territorios, equiparando la ley a la de Escocia. El artículo 63 de la Ley de Justicia Penal e Inmigración de 2008 ya había tipificado como delito la posesión de «pornografía extrema», pero no especificaba explícitamente las representaciones de violaciones. En aquel momento se pensó que la venta de pornografía de violaciones podría ser ya ilegal en Inglaterra y Gales como consecuencia de la Ley de Publicaciones Obscenas de 1959, pero la sentencia del caso R contra Peacock de enero de 2012 demostró que no era así. La introducción de una nueva ley fue anunciada por primera vez en 2013 por el entonces primer ministro del Reino Unido, David Cameron, quien afirmó que la pornografía que muestra violaciones simuladas «normaliza(ba) la violencia sexual contra las mujeres», aunque la unidad de política penal del Ministerio de Justicia había declarado previamente que «no tenemos pruebas que demuestren que la creación de imágenes de violaciones simuladas implique algún daño para los participantes o cause daño a la sociedad en general».
En febrero de 2015, el artículo 16 de la Ley de Justicia Penal y Tribunales de 2015 modificó la Ley de Justicia Penal e Inmigración de 2008 para tipificar como delito la posesión de imágenes pornográficas que representen actos de violación. La ley solo se aplica a material consentido, simulado y de fantasía. La posesión de una imagen que capte una violación real, por ejemplo una grabación de vídeovigilancia, no es ilegal, pero una imagen «ficticia» creada por y para adultos con consentimiento puede ser objeto de enjuiciamiento.
En enero de 2014, grupos de defensa de la libertad sexual criticaron el artículo 16 por estar mal definido y ser susceptible de penalizar una gama de material más amplia de lo que se había sugerido en un principio. Sin embargo, en abril de ese año, la presentación de la BBFC ante el Parlamento sugirió que la legislación propuesta no cubriría «representaciones claramente ficticias de violación y otros actos de violencia sexual en los que los participantes son claramente actores que actúan siguiendo un guion».

### Alemania
En Alemania, la distribución de pornografía con violaciones reales o fingidas es ilegal.

### Estados Unidos
Existen pocas restricciones legales prácticas a la pornografía de violaciones en los Estados Unidos. Las fuerzas del orden se concentran en los ejemplos en los que creen que se ha cometido un delito en la producción. La pornografía de «fantasía» que muestra simulaciones de violación en las que participan adultos con consentimiento no es una prioridad para la policía. En respuesta al veredicto del caso de agresión sexual People v. Turner, el portal web XHamster instituyó una «regla Brock Turner», que prohibía los vídeos de violación, incluidos los que implicaban sexo con una pareja inconsciente o hipnosis.

## Casos reales de violación

### Sin Internet
La actriz pornográfica estadounidense Linda Lovelace, quien protagonizó la película Garganta profunda, escribió en su autobiografía, Ordeal, que fue coaccionada y violada en películas pornográficas en la década de 1970.

### Internet
La labor policial en Internet con respecto a la investigación de delitos reales se ha visto dificultada cada vez más por los sitios web de pornografía de violaciones que operan de forma anónima, ignorando las normas de la ICANN y proporcionando información falsa para la base de datos WHOIS.
Entre 2009 y 2020, la empresa pornográfica GirlsDoPorn creó cientos de vídeos pornográficos en los que las mujeres representadas eran manipuladas, coaccionadas, se les mentía, se les suministraba marihuana u otras drogas o se las forzaba físicamente a mantener relaciones sexuales, según los relatos de las víctimas y el material de una demanda contra la empresa. Seis personas involucradas en el sitio web fueron acusadas de tráfico sexual por la fuerza, fraude y coacción en noviembre de 2019.
Los videos oficiales de la compañía fueron vistos más de mil millones de veces, incluido un servicio de suscripción de pago en su sitio web, y un estimado de 680 millones de vistas en el sitio Pornhub, donde el canal oficial se encontraba entre los 20 más vistos del sitio. Las copias piratas de los vídeos también fueron vistas cientos de millones de veces. Según una demanda, los vídeos aún podían encontrarse en los principales sitios web de pornografía al menos hasta diciembre de 2020.
Las mujeres japonesas fueron obligadas a aparecer en vídeos pornográficos en la década de 2010.
En Corea del Sur se grabaron vídeos de violaciones reales de mujeres y niñas en los casos Doctor's Room y Nth Room a finales de la década de 2010 y principios de la de 2020.
Videos que muestran violaciones reales han sido alojados en populares sitios web de intercambio de videos pornográficos y pornografía. Estos sitios web han sido criticados por los peticionarios.
Cibertráfico sexual
Las víctimas de la trata con fines cibersexuales han sido obligadas a transmitir en directo pornografía de violaciones, que puede ser grabada y posteriormente vendida. Son violadas por los traficantes delante de una webcam u obligadas a realizar actos sexuales sobre sí mismas o sobre otras víctimas. Los traficantes graban y difunden los delitos sexuales en tiempo real. Con frecuencia, las víctimas son obligadas a mirar a los consumidores que pagan en pantallas compartidas y a seguir sus órdenes. Se produce en lugares, comúnmente denominados «guaridas del cibersexo», que pueden estar en casas, hoteles, oficinas, cibercafés y otros negocios.